# Wang Yaping (écrivain)
 (décembre 2024).
Pour les articles homonymes, voir Wang Yaping.
Dans ce nom chinois, le nom de famille, Wang Yaping, précède le nom personnel.
Wang Yaping (chinois : 王亚平 ; pinyin : Wáng Yàpíng) est un écrivain chinois du mouvement de la littérature des cicatrices. Né à Chongqing, chef-lieu de la province du Sichuan le 4 septembre 1956, il déménage à Beijing avec sa famille dans sa première année. Très tôt passionné par le dessin, il s'engage dans des cours de dessin et s'illustre par sa créativité. La Révolution culturelle en 1966 marque son adolescence, période où il fait l'expérience des gardes rouges et de la vie à la campagne, ce qui éveillera sa curiosité et son goût pour l'observation, alimentant sa future vocation d'écrivain. En 1978, un événement personnel déclenche sa première nouvelle, La Mission sacrée (神圣的使命, shengshen de shiming), qui obtient un grand succès. À partir de ce moment, il se consacre pleinement à l'écriture, publiant de nombreux ouvrages, dont des romans, nouvelles, scénarios et pièces de théâtre. En parallèle, il mène des enquêtes de terrain pour alimenter ses récits, se rendant dans des lieux variés comme des prisons ou des hôpitaux psychiatriques. De 1978 à 1981, il bénéficie d'une reconnaissance littéraire en Chine et poursuit son activité d'écrivain prolifique. En 1981, il part aux États-Unis pour étudier la littérature, marquant un tournant dans sa carrière.

## Biographie
Le 4 septembre 1956, Wang Yaping naît à Chongqing, la capitale du Sichuan qu’il ne connaîtra pas, ses parents déménageant la même année pour Beijing (Pékin). Fils d’une horticultrice et d’un ingénieur, Yaping est le troisième et dernier enfant de la famille.
En 1963, il entre à l’école primaire. Bricoleur, il passe son temps à fabriquer des modèles réduits. Au Palais des Pionniers de la capitale, il s’inscrit au cours de dessin. Il s’avère très vite assez doué dans ce domaine. L’esquisse et la peinture à l’encre de Chine l’attirent particulièrement. Wang Yaping a 9 ans quand éclate la Révolution culturelle.
En 1966, sans prévenir ses parents, il participe au chuanlian  et marche trois jours pour atteindre Tianjin avec un groupe de jeunes gardes rouges. Par curiosité plus que par conviction, avouera-t-il plus tard. Mais lorsqu’il veut continuer plus loin son périple, ses « aînés » l’en dissuadent, et il rentre à Beijing.
En 1969, Wang Yaping accompagne ses parents à l’École du 7-Mai de Luoschan, au sud du Henan. Tout en poursuivant sa scolarité, il aide sa mère dans ses activités agricoles. Puis il entre comme interne au lycée du district où il aura beaucoup de contacts avec les enfants du coin. Cette période sera l’une des plus importantes de sa vie. C’est à la campagne, en effet, que se développe chez lui le goût de l’observation, la curiosité, l’expérience sociale. La vie rurale lui paraît infiniment plus intéressante, plus riche, plus vivante que celle de la ville. Elle sera la source de ses premiers écrits. De cette période, il écrira plus tard une nouvelle, Souvenirs d’un petit gardien d’oies (Cong mu e shaonian suo xiang qi de).
En 1970, il rentre à Beijing. Il habite chez sa tante, ses parents ne devant rentrer que quatre ans plus tard. Bon élève, brillant dans tous les domaines, il s’intéresse toujours autant au dessin. On le voit partout, dans la rue, sur le parvis de la gare, n’importe où, son bloc de papier et son crayon à la main, croquer des personnages sur le vif. Il met aussi ses dons au service de la propagande en écrivant et en illustrant les textes du tableau collectif de l’école.
En 1972, Wang Yaping commence son 2e cycle au lycée Yucai, l’une des meilleures écoles secondaires de Beijing. C’est à cette époque qu’il commencera à écrire. Poèmes, petits articles seront publiés dans le journal de l’école. Son séjour à la campagne l’a beaucoup enrichi. Vivant chez sa tante, il est assez indépendant et apprendra très tôt à vivre seul et à réfléchir par lui-même. Adolescent curieux de tout, son goût de l’observation et son aisance à écrire le pousseront tout naturellement sur la voie de la littérature. Il lit beaucoup, dévore tout ce qui lui tombe sous la main. Il passe pour un garçon assez solitaire dans sa famille qui s’étonne parfois de la maturité de ses réflexions et de ses questions.
En 1974, Wang Yaping a son diplôme de fin d’études secondaires en poche. Seul des trois enfants à Beijing – son frère et sa sœur sont restés à la campagne –, il pouvait prétendre rester avec ses parents, d’après la loi en vigueur. Mais, cédant au courant de l’époque, et malgré les exhortations de ses parents et de ses professeurs, qui voulaient le garder au lycée comme enseignant, Wang Yaping s’engage dans l’armée avec un ami. On recrutait à cette époque des jeunes gens ayant une spécialité, et les deux amis se présentèrent, l’un comme calligraphe, l’autre comme dessinateur. Wang Yaping est muté dans l’aviation, comme chef d’équipe d’un atelier de réparation sur un aérodrome militaire de Shenyang, dans le Nord-Est. C’est là qu’il commencera vraiment à écrire et à mettre en ordre les innombrables notes accumulées depuis des années. Tous ses loisirs, il les consacrera à l’écriture. Il se lève souvent à trois heures du matin pour s’adonner à ce qui s’est peu à peu imposé à lui comme une passion, sous les yeux ébahis – et railleurs – de ses camarades qui ne comprennent pas cette rage de noircir du papier. Son instructeur l’encourage à persévérer et sa vocation d’écrivain commence à naître. Affecté dans une unité de propagande de l’armée, il y écrit son premier scénario.
En 1976, un cadre militaire chargé des affaires culturelles dans l’armée découvre le talent de Wang Yaping et emmène ses œuvres à Beijing, aux Studios cinématographiques du 1er-Août. Quelque temps après, Wang Yaping est invité à venir travailler au studio comme scénariste. On le charge de mettre au point le scénario de La Foudre (Pili). Les interminables discussions, remaniements, coupures et rajouts sur ce même scénario finissent par le lasser et, au bout de quelques mois, il retourne à Shenyang.
En 1978, un événement inattendu lui inspirera sa première nouvelle. Un jour qu’il était de service dans son unité, quelqu’un est venu dénoncer une injustice dont il avait été victime. Cette histoire authentique devait servir de trame à La Mission sacrée. Dénonçant comme jamais cela n’avait été fait les procès iniques rendus ces dernières années, on hésita tout d’abord à le publier. Pourtant, quelques mois après, La Mission sacrée obtenait le « Premier prix de la nouvelle 1978 ».
De 1978 à 1981, Wang Yaping restera la plupart du temps à Beijing. Admis à l’Association des écrivains chinois, dont il est le plus jeune membre, il dispose de tout son temps, tout en restant officiellement sous les drapeaux. Il voyage beaucoup à l’intérieur du pays, donne des conférences, participe à des rencontres littéraires, visite les prisons, bureaux de sécurité, hôpitaux psychiatriques, … tous les lieux que fréquentent les personnages de ses romans. Extrêmement fécond, il publie deux romans, treize nouvelles, trois scénarios, deux pièces de théâtre et plusieurs articles théoriques. Enquêtant minutieusement sur chacun des lieux décrits, chacune des situations vécues par ses personnages, notant systématiquement tout ce qui peut être matière à écrire, Wang Yaping écrit chacune de ses œuvres d’un seul jet, saisissant au vol une « inspiration » soigneusement préparée.
En juin 1981, Wang Yaping se rend aux Etats-Unis pour un séjour d’étude. Il a depuis disparu de la scène littéraire chinoise.

## Œuvres

### Romans
- Le Commissaire (Xingjing duizhang) – Éditions artistiques de Shanghai – 1980
- La Menace du cancer (Youyu ai de weixie) – Éditions des Masses – 1980

### Nouvelles
- La Mission sacrée (Shensheng de shiming) – Renmin wenxue – Beijing – 1978
- Le Premier Vol (Fang Fei) – Wenyi zuopin zhuanji – Liaoning – 1979
- Une action particulière (Tebie xingdong) – Renmin Wenxue – Beijing – 1979
- Rencontre dans le désert (Shamo qiyu) – Panzhihua – Sichuan – 1980
- L’Avocat de la défense (Bianhuren) – Guangzhou zhiyi – Canton – 1980
- L’Amour d’une folle (Feng ren zhi lian) – Qingnian – Nanjing – 1980 [traduite en français]
- La Foi dans la vie (Shenghuo de xinnian) – Zhuomuniao – Beijing – N° 1 – 1980
- Un procès singulier (Qian bei hou) – Panzhihua – Sichuan – 1980
- Qui peut connaître la jeune génération? (You shei zhidao wanbei de xin ?) – Mangzhong Wenyi yuekan – Shenyang – N° 12 – 1980

### Articles
- Mon premier pas (Wo suo maichu de di yi bu) – Xiezuo yanjiu
- Vie - Matériaux - Réussite et échec (Shenghuo – Ticai – Chengbai) – Yuwen tongxun
- La Création littéraire chez les jeunes (Tan qingnian wenxue chuangzuo) – Chuangzuo tongxun
- L’authenticité est primordiale (Zhenshi kegui) – Zuopin fenxi
- Déployer ses ailes pour prendre son envol (Zhanchi gaofei) – Jiefangjun bao
- En suivant le courant de la rivière rouge (Yanzhe Honghe de liushui) – Jiefangjun wenyi

### Scenarios
- La Mission sacrée (Shensheng de shiming) – Studio cinématographique Emei du Sichuan
- Le Sang noir (Hei xue) – Daxing wenxue jikan « Zhongshan » – 1980
- Les Lendemains de la Chine nouvelle (Xin Zhongguo zhi yi) – Dianying wenxue

### Théâtre
- Neuf gouttes de sang (Jiu di xue) – Jiefangjun wenyi – 1977

### Téléfilms
- La Mission sacrée (Shengsheng de shiming)
- Le Commissaire (Xingjing duizhang)

## Œuvres traduites en français
- L'amour d'une folle, trad. de Olivier Pasteur, In: Mot pour Mot - Chine - Première partie, 1984,  (ISSN 0292-3238)

## Prix, récompenses et distinctions
- 1978 : Premier prix de la nouvelle 1978 (Chine) pour La Mission sacrée (shengshen de shiming)
- 1979 : Prix de la création au IVe Festival artistique de l’APL (Chine) pour Neuf gouttes de sang (Jiu di xue)

## Sources bibliographies
- The Wounded. New Stories of the Cultural Revolution, 77-78 by Lu Xinhua, Kong Jiesheng, Yang Wenzhi, Lu Wenfu, Wang Yaping, Wang Meng, Liu Xinwu... - Pacific Affairs, Vol. 53, No. 3 (Autumn, 1980), pp. 550-551 (2 pages) - Published By: Pacific Affairs, University of British Columbia
- Être digne de la génération d’aujourd’hui. Article du «Beijing Wanbao» (北京晚報) sur Wang Yaping en mars 1981. Traduction française